# Kunratice u Cvikova
Kunratice u Cvikova là một làng thuộc huyện Česká Lípa, vùng Liberecký, Cộng hòa Séc.